# 沃卓斯基姐妹

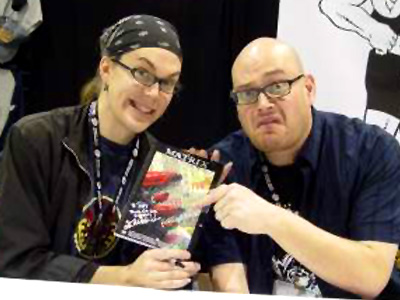
拉里（左）和安迪（右），2006年时

沃卓斯基姐妹（英語：The Wachowskis，/wəˈtʃaʊski/），是指美国导演拉娜·沃卓斯基（Lana Wachowski，原名劳伦斯·“拉里”·沃卓斯基，Laurence "Larry" Wachowski）與莉莉·沃卓斯基（Lilly Wachowski，原名安德鲁·保罗·“安迪”·沃卓斯基 Andrew Paul "Andy" Wachowski）。两人往往合作擔當电影作品的导演、编剧以及制片等。其中她们共同导演的《黑客帝国》三部曲已经成为科幻电影的经典作品。她们均是公开的跨性别女性。

## 二人小传
拉里和安迪·沃卓斯基出生在芝加哥一个波兰裔美国人的家庭。两人曾打趣的称她们在蹒跚学步的婴儿时期就开始合作。父亲朗·沃卓斯基（Ron Wachowski）是个商人；母亲林恩·沃卓斯基（Lynne Wachowski, née Luckinbill）既是护士也是画家，同时是演员劳伦斯·拉金比尔（Laurence Luckinbill）的姐妹。两人从1983年至1985年在以从表演艺术和科学课程闻名的公立高中——惠特尼·杨高中（Whitney M. Young Magnet High School）就读并毕业。在高中时二人并不出众。同学们回忆起她们俩只记得她们在《龙与地下城》中有过表演还有为学校剧院和电视节目工作，但大多数是幕后。之后，拉里在纽约北部的巴德学院学习，安迪在波士顿的爱默生学院学习。两人未毕业就退学后，回到芝加哥一边做装修建筑工作，一边为漫威写剧本。

## 创作风格
她们坦白热衷于复杂化故事。“因为我们是伴随着漫画书和托尔金的魔戒三部曲成长的。兴趣之一就是把连续的虚拟带入电影，拉娜解释道："如果你看部电影，放了一个半小时的时候差不多你就知道接下来会如何，好吧，我有办法让你全神贯注，但却不让你猜到结局，那才令人兴奋。”莉莉·沃卓斯基直截了当把她的概念灌输给观众让之振奋：“我们觉得电影一猜就中太无趣。我们要吊观众的胃口。”

## 创作漫画
在进入电影圈之前，沃卓斯基姐妹为漫威漫画公司（Marvel Comics）旗下的锐思莱公司（Razorline）工作，即《Ectokid》一书画漫画（由恐怖小说家克里夫·贝克原著）。1993年还为EPIC漫画公司克里夫·贝克的《猛鬼追魂》和其《夜行骇传》画过。
2003年，两人创办卜林曼漫画公司（Burlyman Entertainment），并以《黑客帝国》为蓝本推出了另外两本相对独立的双月刊系列漫画：
《少林牛仔》— 高夫·达龙（Geof Darrow）创作，编剧，美术（沃卓斯基姐妹在每期上都会发表一些开放式对话内容）；
《科学怪人》— 高夫·达龙和史蒂夫·思科斯（Steve Skroce）共同创作，沃卓斯基姐妹编剧，思科斯美术。
在思科斯连载的玛弗漫画《盖比特》中，她还塑造了一对赏金猎人的形象，曼谷兄弟作为盖比特的对手，原型就取自沃卓斯基两人。

## 关于拉娜·沃卓斯基
《黑客帝国2：重装上阵》上映不久后，有传闻拉里·沃卓斯基（Larry Wachowski）在公众场合以女性打扮出现，改名拉娜·沃卓斯基。在2003年5月30日的专栏中，大卫·波兰说：“我透露的每个訊息都是在告诉你们拉里·沃卓斯基正在变性。以女性装扮出现，注射雌性荷尔蒙，还要做变性手术。”这一点在日后2006年3月份《旧金山纪事报》一篇文章《变性人》中也被进一步证实，拉里·沃卓斯基已经变性，现在以拉娜·沃卓斯基的身份生活。据《滚石杂志》报道，可能是拉里·沃卓斯基在大众印象中先入为主的嗜好—“易装癖”使得这一传闻更加恶化。
然而，2007年采访乔尔·斯利福—沃卓斯基电影多次的制片人宣称所有关于拉里性别转换的传闻都“不真实”，并解释，“他们不参加访谈，所以媒体就添油加醋。”类似言论也得到电影《极速赛车手》片场工作人员的再次证实，其中一个指出：“在工作手册上，还是叫他拉里。”
据烂番茄的报道，拉娜在2008年完成她的性别肯定手术。《好莱坞报道》和《纽约时报》称“安迪和拉娜（前身为拉里）为“Wachowskis”。2012年7月，拉娜以女性身分首次公开亮相。

## 关于莉莉·沃卓斯基
2016年，安迪·沃卓斯基也公开自己为跨性别女性，并改名莉莉·沃卓斯基。

## 作品

### 电影
- 1995年 《刺客战场》Assassins（原创故事、编剧）
- 1996年 《惊世狂花》Bound（监制、编剧、导演）
- 1999年 《黑客帝国》The Matrix（监制、编剧、导演）
- 2003年 《黑客帝国2：重装上阵》The Matrix Reloaded（监制、编剧、导演）
- 2003年 《黑客帝国3：矩阵革命》The Matrix Revolutions（监制、编剧、导演）
- 2003年 《黑客帝国动画版》The Animatrix（编剧、監製）
- 2006年 《V字仇杀队》V for Vendetta（编剧、監製）
- 2007年 《恐怖拜訪》The Invasion（编剧）
- 2008年 Speed Racer（编剧、导演）
- 2009年 《忍者刺客》Ninja Assassin（監製）
- 2012年 《雲圖》Cloud Atlas（監製、編劇、導演）
- 2015年 《朱比特崛起》Jupiter Ascending（監製、編劇、導演）
- 2021年 《駭客任務：復活》The Matrix Resurrections（僅拉娜，監製、編劇、導演）

### 电视剧
- 2015年 《超感八人组》Sense8（监制、编剧、导演）

## 相关游戏
- 2003年 《黑客帝国》（编剧，导演）
- 2005年 《黑客帝国：尼奥之路》（编剧，导演）